# PalaMaggetti
Il palasport Remo Maggetti (detto anche PalaMaggetti) è un impianto sportivo polivalente situato a Roseto degli Abruzzi.
Inaugurato il 18 agosto 1978 con la cerimonia di apertura degli Europei maschili juniores di pallacanestro, il PalaMaggetti è un palazzetto dello sport di Roseto degli Abruzzi con una capienza di 4,500 posti omologati  che lo rendono l'impianto coperto più grande della Provincia di Teramo e tra i più grandi della Regione Abruzzo. Il 14 Maggio del 2006 in occasione della partita di serie A1 Roseto - Capo d'Orlando il PalaMaggetti fece registrare il sold out, la Gazzetta dello Sport riportò circa 6000 presenze, l'ingresso era libero.
Il campo da gioco è composto da un parquet in legno. Nel 2003 sono stati completati alcuni lavori di ammodernamento.
È situato in via Salara e a partire dall'11 febbraio 2004 è dedicato a Remo Maggetti, storico giocatore rosetano, vincitore di due scudetti (1960-1961, 1963-1964) e di una coppa Intercontinentale (1966) con la Pallacanestro Varese, scomparso nel 2003. Può ospitare competizioni di pallacanestro (è stato la casa del Roseto Basket anche in Serie A1), pallavolo (il Pineto Volley vi ha disputato la Serie A1 2009-2010) di handibasket (ha ospitato la Polisportiva Amicacci Giulianova nella stagione di Serie A 2019/20). e altre manifestazioni extrasportive. Inoltre, l'impianto ha ospitato le partite di pallacanestro dei XVI Giochi del Mediterraneo.
Nel 2026 verranno realizzati dei lavori grazie ad un finanziamento pari a 2 milioni di euro di Fondi FSC - Regione Abruzzo, destinati all’intervento di riqualificazione dell’impianto.
Al PalaMaggetti giocano le partite casalinghe la Pallacanestro Roseto e le Panthers Roseto.